# 垃圾債券
垃圾債券（英語：Junk bond）又稱高收益債（英語：High-yield bond）、劣等債券，是信用评级甚低的债券。垃圾債券是由商業信用等級不佳的中小企業、新創企業、有呆帳紀錄的公司所發行，因其商業風險高而需要透過提高債券利息來吸引投資者。
垃圾債券源自美国，1980年代中是垃圾债券市场的鼎盛时期。迈克尔·米尔肯被封為「垃圾债券之王」，他當年曾靠銷售垃圾債券一年賺進五億美元的個人收入，是當時华尔街最高的個人所得。

## 相關
- 信用评级
- 标准普尔
- 债券